# سرية عمر بن الخطاب
سرية عمر بن الخطاب أحد سرايا الرسول , أرسل فيها الصحابي عمر بن الخطاب إلى هوازن. وقعت في شعبان سنة 7 للهجرة ولم يحصل بهذه الواقعة أي قتال .

## أحداث السرية
بعث الرسول عمر بن الخطاب في ثلاثين رجلا من الصحابة إلى عجز , وعجز بفتح العين وبضم الجيم , وهو محل بين المدينة وبين مكة بطريق صنعاء ، ويقال له تربة , وأرسل معه دليلا من بني هلال فكان يسير الليل ويكمن النهار , فأتى الخبر لهوازن فهربوا ، فجاء عمر بن الخطاب محالهم فلم يجد منهم أحد ، فانصرف راجعا إلى المدينة ، فلما كان بمحل بينه وبين المدينة ستة أميال , فقال له الدليل هل لك جمع آخر من خثعم ، فقال له عمر لم يأمرني رسول الله بهم إنما أمرني بقتال هوازن 